# Марко Антоније Оратор
Марко Антоније (умро 87. п. н. е.) је био римски конзул и говорник. Био је познат по као један од најбољих говорника свога времена. Његов унук био је тријумвир Марко Антоније. 

## Биографија
Каријеру је започео као квестор 113. године п. н. е. Године 102. изабран је за претора са проконзуларним овлашћењима за покрајину Киликија. Антоније се током свог мандата борио са пиратима са таквим успехом да му је Сенат дозволио тријумф. Године 99. изабран је за конзула заједно са Аул Постумијем Албином. Две године касније вршио је функцију цензора. Учествовао је у Савезничком рату. У грађанском рату Марија и Суле подржавао је Сулу. Због тога су га Марије и Луције Корнелије Сина погубили након преузимања власти у Риму 87. године п. н. е.  